# Piero Costa
Piero Costa (* 4. Juni 1913 in Tunis; † 24. April 1975 in Rom) war ein italienischer Filmregisseur und Drehbuchautor.

## Leben
Costa, der Bruder von Mario Costa, begann seine Karriere als Dokumentarfilmer; ab 1939 drehte er Kurzfilme, z. B. Castel Gandolfo über den Sommersitz des Papstes. Sein erster Film, der 1943 gedrehte Aeroporto, war einer der wenigen Filme, die für die Italienische Sozialrepublik entstanden; dieses Engagement war wenig hilfreich in den folgenden Jahren. 1945 arbeitete er an einem Drehbuch für Francesco De Robertis; erst zu Beginn der 1950er Jahre konnte er weitere Arbeiten in die Kinos bringen; zumeist wenig Bemerkenswertes. La ragazza di Piazza San Pietro von 1958 hatte zahlreiche namhafte Darsteller aufzuweisen, 1960 entstand ein im Ritterfilm. Nach einigen Szenen, die er 1961 für Un alibi per morire, dessen Großteil Roberto Bianchi Montero inszenierte, drehen durfte, verließ er das Metier. Über seinen späteren Verbleib ist nichts bekannt.

## Filmografie (Auswahl)
- 1944: Aeroporto
- 1960: Aufstand der Söldner (La rivolta dei mercenari)